# Mang Zhou (ö i Kina, lat 21,67, long 112,45)
Mang Zhou (kinesiska: 漭洲) är en ö i Kina. Den ligger i provinsen Guangdong, i den södra delen av landet, omkring 180 kilometer sydväst om provinshuvudstaden Guangzhou. Arean är 7,2 kvadratkilometer. Den sträcker sig 4,5 kilometer i nord-sydlig riktning, och 3,2 kilometer i öst-västlig riktning.
Genomsnittlig årsnederbörd är 2 544 millimeter. Den regnigaste månaden är juli, med i genomsnitt 402 mm nederbörd, och den torraste är januari, med 34 mm nederbörd.